# Bathyporania ascendens
Espèce
Bathyporania ascendens est une espèce d'étoiles de mer de la famille des Poraniidae. C'est une espèce abyssale rencontrée dans le Pacifique est.

## Description
C'est une étoile d'allure classique, avec cinq bras courts et pointus rayonnant autour d'un disque central. Cette étoile possède un tégument épais typique de sa famille, et un profil légèrement rebondi. 
La face orale est couverte de petits piquants, et chaque bras y est parcouru par un sillon ambulacraire profond, où se trouvent de puissants podia.

## Habitat et répartition
Cette espèce n'a été observée qu'une seule fois, à l'occasion d'une expédition sous-marine menée par le Monterey Bay Aquarium Research Institute au mont sous-marin appelé Davidson Seamount, au large de la Baie de Monterey, par 2 669 mètres de profondeur. 
Le spécimen observé et récolté était entouré d'autres échinodermes, escaladant une colonie de corail noir (d'où le nom de l'espèce).

## Écologie et comportement
L'unique observation de cette espèce n'a pas permis de déterminer avec certitude sa biologie, mais le fait qu'elle ait été observée escaladant une colonie de corail a intrigué les chercheurs : alors que les espèces de cette famille sont supposées être des sédimentivores passives, cette observation (et quelques autres sur des espèces similaires) pourrait mettre en évidence un comportement de prédateur actif de cnidaires.